# Noriko Ishibashi
Noriko Ishibashi (石橋 紀子 Ishibashi Noriko?), är en japansk tidigare fotbollsspelare.
Noriko Ishibashi debuterade för japans landslag den 24 december 1989 i en 14–0-vinst över Nepal. Hon spelade 3 landskamper för det japanska landslaget.